# NGC 5662
NGC 5662 is een open sterrenhoop in het sterrenbeeld Centaur. Het hemelobject werd in 1751 ontdekt door de Franse astronoom Nicolas Louis de Lacaille.

## Synoniemen
- OCL 928
- ESO 175-SC10